# Schwarzhorn (Obersaxen)
Das Schwarzhorn ⓘ (rätoromanisch Piz Gren) ist mit einer Höhe von 2890 m ü. M. der höchste Gipfel im Südwesten der Gemeinde Obersaxen Mundaun (ehemals Gemeinde Obersaxen) im Schweizer Kanton Graubünden.
Seine Westflanke fällt nach dem «Hireli» (2850 m) ab in Richtung Val Sumvitg, die Südflanke ins Val Lumnezia und nördlich liegt das Val Gronda. Der Gipfel befindet sich auf der Grenze der Gemeinden Obersaxen Mundaun und Lumnezia. Der Gipfel ist vom Val Gronda aus über die Ostflanke im Schwierigkeitsgrad T5 erreichbar.